# Cimetière de Robermont
Le cimetière de Robermont a été créé le 21 mai 1805, sur décision du conseil municipal de Liège, dans les jardins de l'ancienne abbaye de Robermont.
Avec plus de 40 hectares, il est le premier cimetière en importance de la ville de Liège.
Il est situé au numéro 46 de la rue de Herve.

## Histoire
Il est décidé en 1783, pour des raisons sanitaires, de ne plus inhumer à l'intérieur de la cité.  En 1805, les quarante à cinquante charniers de Liège sont fermés et on ne peut plus enterrer que dans trois cimetières situés en dehors de la ville : le cimetière de Hocheporte, attenant à la paroisse Saint-Séverin (Sainte-Marguerite); le cimetière des Bayards (Saint-Léonard) et Robermont. Le cimetière des Bayards est fermé en 1816 et celui de Hocheporte en 1821.
En 1874, un second grand cimetière (20 hectares) est créé de l'autre côté de la vallée : le cimetière de Sainte-Walburge.
Au cœur du cimetière communal de Robermont, un espace est réservé aux combattants et prisonniers de guerre. S'y retrouvent des sépultures belges, allemandes, françaises, italiennes, russes, serbes et du Commonwealth. Ce site est inscrit depuis 2023 au Patrimoine mondial de l'UNESCO au même titre que 15 autres lieux funéraires et mémoriels wallons.

## Personnages connus
- Victor Bertrand (1857-1931), lieutenant général pendant la Première Guerre mondiale.
- Lucien Brouha (1899–1968), rameur et physiologiste de l'exercice.
- Ulysse Capitaine (1828-1871), érudit, historien, parcelle 55-15-1.
- Évariste Carpentier (1845-1922), peintre et professeur à l'Académie royale des beaux-arts de Liège.
- Jean-Noël Chevron (1790-1867), architecte de la ville.
- Ivan Colmant (1892-1976), docteur en médecine et grande figure de la résistance, 163 A/bis 2-11.
- René Debanterlé (1958-1991), historien de l'art, critique d'art et artiste.
- Nicolas Defrêcheux (1825-1874), poète wallon, parcelle 47.
- Jean Delarge (1906-1977), boxeur, médaille d'or aux Jeux olympiques d'été de 1924.
- Célestin Demblon (1859-1924), homme politique.
- Théodore Gobert (1853–1933), historien,  parcelle 173 A/B.
- Jean Gol (1942-1995) homme politique
- Robert Gubbels (1923-2013), érudit, professeur émérite à l'ULB, professeur à Harvard, écrivain.
- Jules Halkin (1830-1888), sculpteur.
- Lambert de Hasse-de Grand-Ry (1808-1872), homme politique belge.
- Bobby Jaspar (1926-1963), saxophoniste et flûtiste de jazz.
- Dieudonné Lambrecht (1882-1916),  agent du renseignement allié durant la Première Guerre mondiale.
- Émile de Laveleye (1822-1892), économiste, historien et écrivain, 29-1-1.
- Martin-Pierre Marsick (1847-1924), violoniste et compositeur belge.
- Pierre Merx (1849-1938), Papa Merx, doyen des volontaires de la Première Guerre mondiale.
- Charles (1807-1858) et Édouard Morren (1833-1886), botanistes, parcelle 36-10-1.
- Lambert Noppius (1827-1889), architecte, parcelle 143 1-7.
- Victoire Pirenne-Keppenne (1883-1932), artiste peintre.
- Léon Rodberg (1832-1888), diplomate, vice-consul de Belgique,  né à Ensival le 24 octobre 1832 et mort à Florence (Italie) le 17 mars 1888, époux de Marie Rosalie Joséphine Françoise Hanicq née à Malines le 10 octobre 1841, vers 1888, tombe Art nouveau par l'architecte Henri Van Dievoet, parcelle 56 - 36 -7 tombe 5.625. Cette tombe est située à côté de la tombe de la famille Rodberg-Martiny, où reposent également: M. E. Martiny, décédée à 70 ans le 3 juillet 1833; L. A. J. Rodberg décédé à 74 ans le 7 juillet 1839; Félix Rodberg décédé à 43 ans le 3 septembre 1841; Gustave Rodberg décédé à 5 ans le 12 février 1842 et Denis Napoléon Rodberg décédé à 79 ans le 14 mars 1888.
- Gustave Serrurier-Bovy (1858-1910), architecte-décorateur, parcelle 90.
- Charles Soubre (1821-1895), peintre et professeur à l'académie royale des beaux-arts de Liège, parcelle... (où il repose avec son frère Étienne.)
- Étienne Soubre (1813-1871), compositeur.
- Jules Tasquin (1872-1912), artiste peintre.
- René Thomas (1926-1975), guitariste de jazz.
- Édouard van Beneden (1846-1910), biologiste, parcelle 87-A-2.
- Rodolphe de Warsage (1876-1940), avocat et écrivain.

## Pelouse d'honneur

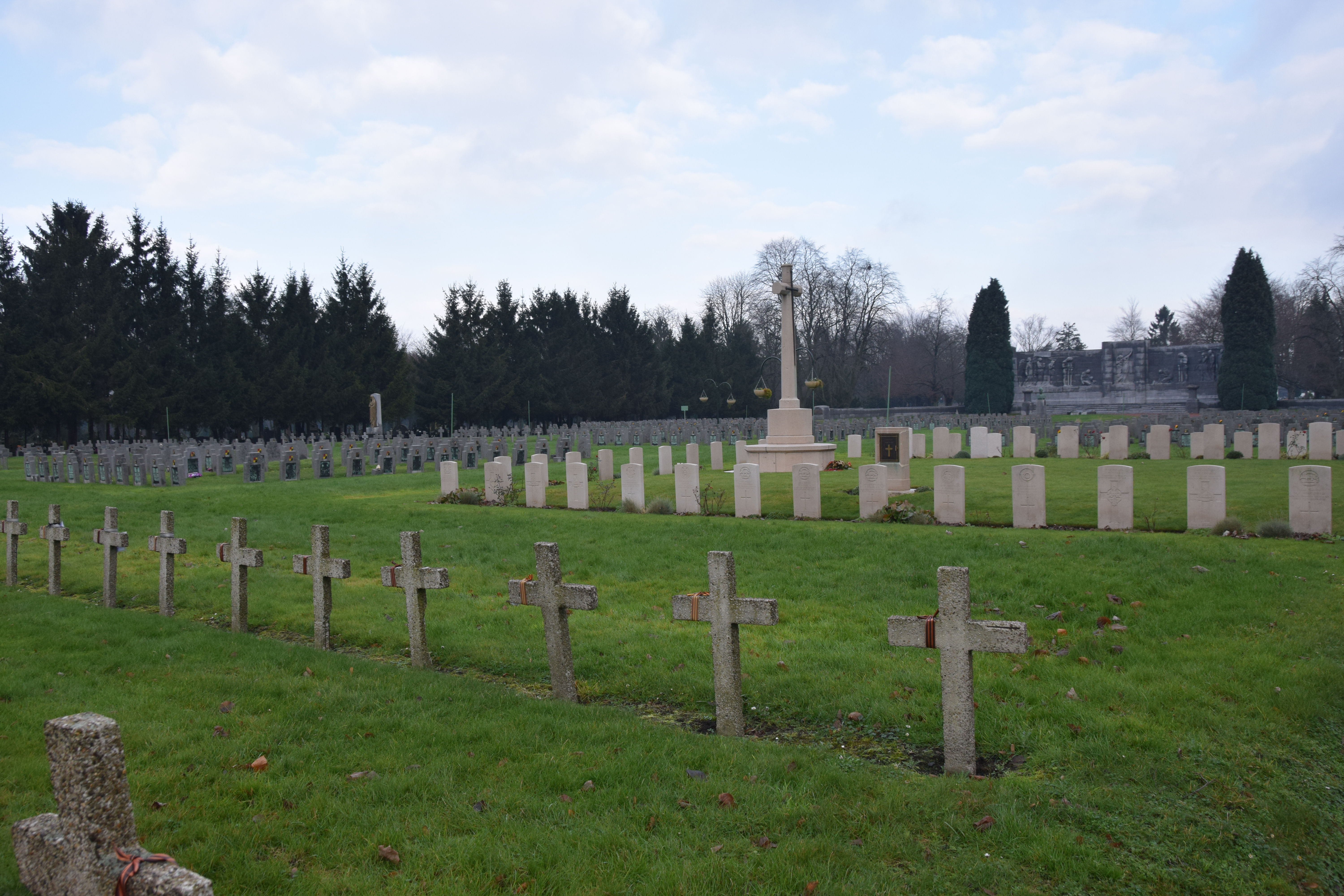
Pelouse d'honneur des Armées Alliées.

## Monuments remarquables

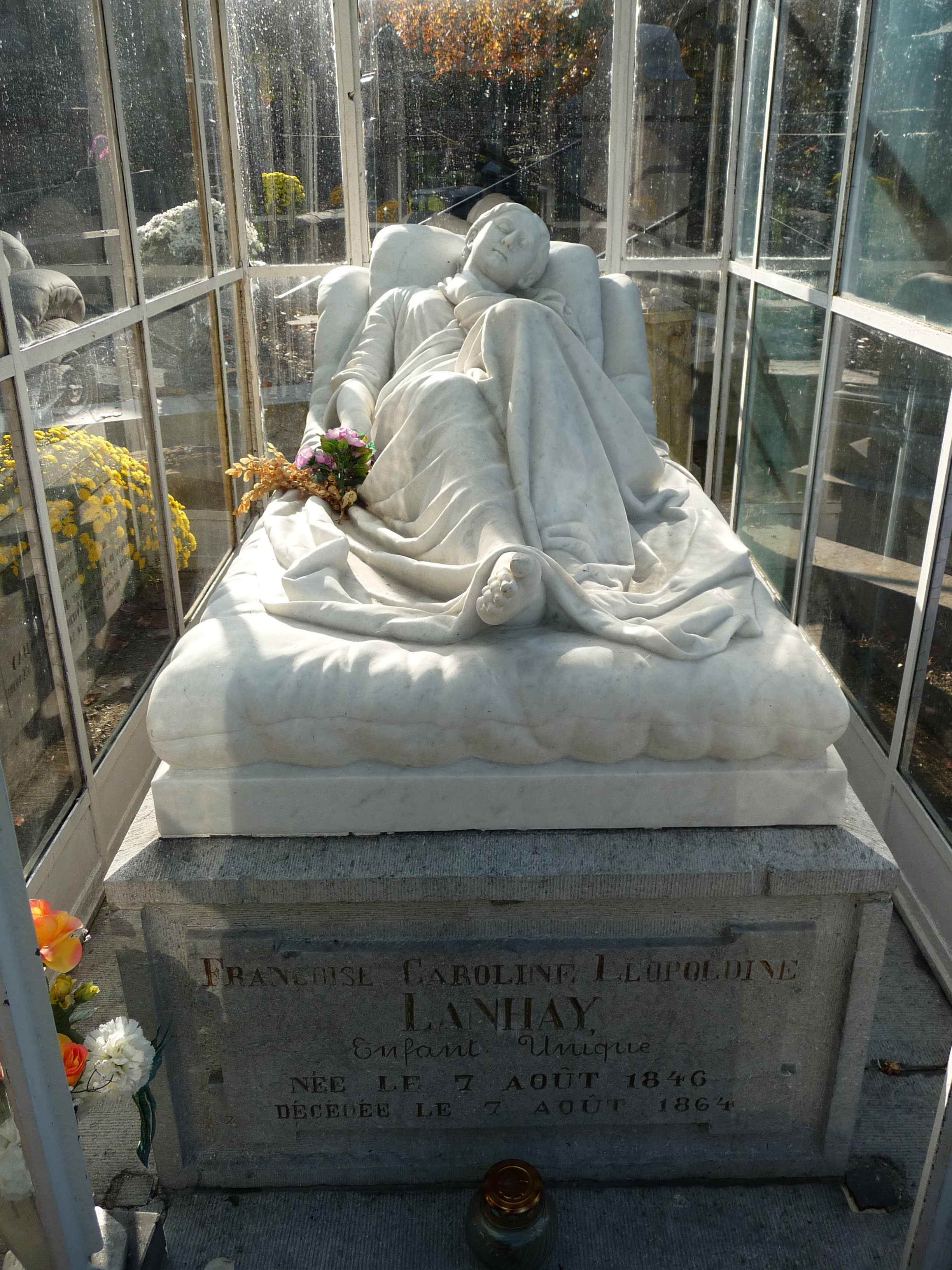
Tombe de Françoise Lanhay (1846-1864), sculpture en marbre de Jean-Joseph Halleux

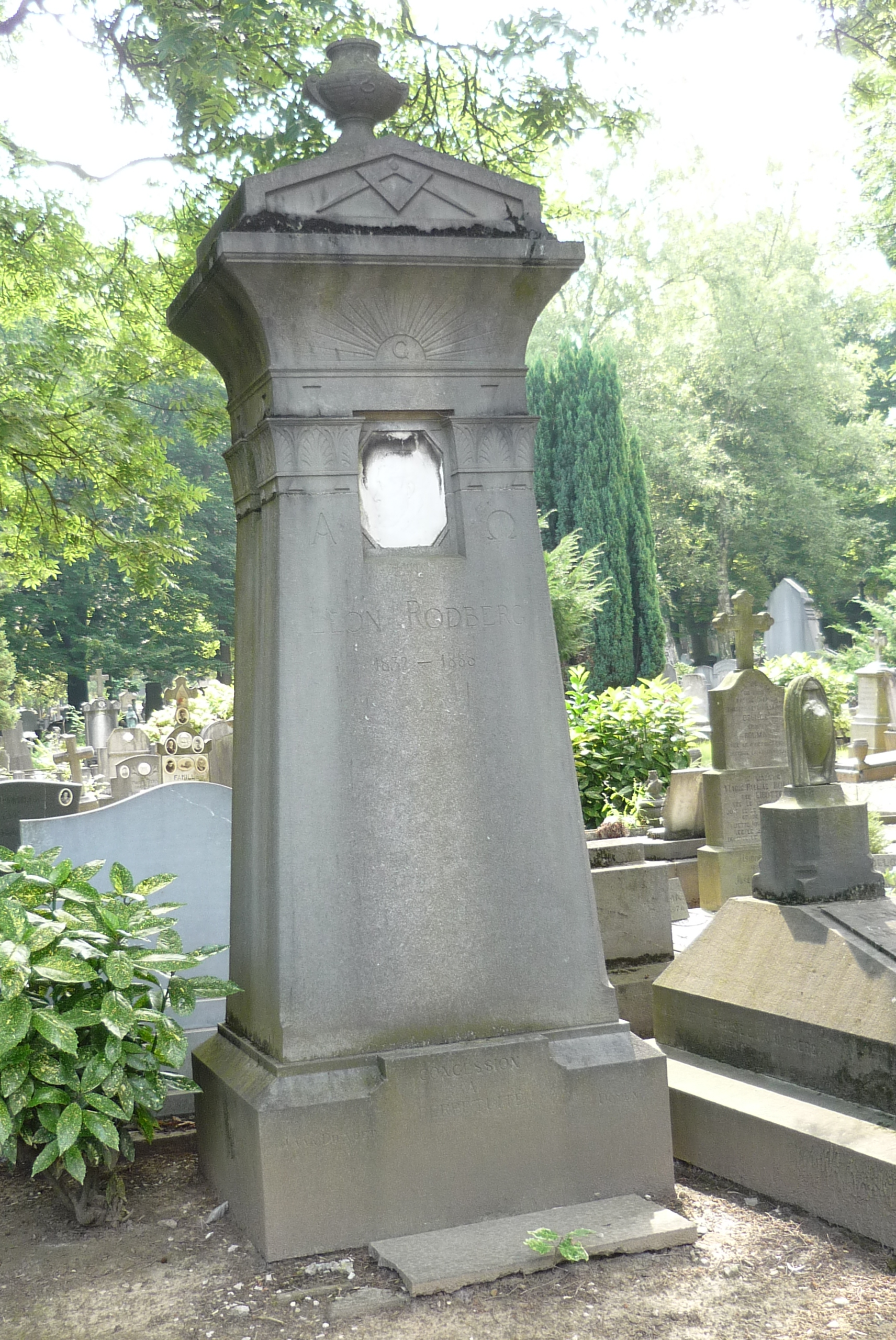
Tombe du diplomate Léon Rodberg (1832-1888, vice-consul de Belgique, de style Art nouveau par l'architecte Henri Van Dievoet (1888).

De nombreuses tombes sont d'authentiques créations architecturales, nous en donnons ici les exemples les plus intéressants.
- Tombe d'Étienne Soubre (1813-1871), compositeur et de son frère Charles Soubre (1821-1895), peintre et professeur à l'Académie des Beaux-Arts de Liège, parcelle ...
- Tombe du diplomate Léon Rodberg (1832-1888), vice-consul de Belgique, tombe Art nouveau par l'architecte Henri Van Dievoet. Parcelle 56 - 36 -7 tombe 5.625.
- Tombe de Frère-Orban (1812-1896), Premier ministre belge (1868-1870) et (1878-1884)
- Tombe Giannoni-Chapelier (1880-1935), sculpteur d'origine italienne, parcelle 24.
- Tombe de la famille Loeser, bas-relief d'Oscar Berchmans, parcelle 109.
- Tombe de Françoise Lanhay (1846-1864), sculpture en marbre de Jean-Joseph Halleux, parcelle 30-32.
- Tombe de Fifine Vidal (1883-1923), comédienne wallonne, parcelle 171.
- Tombe de Jean Warroquiers (1880-1935), figure wallonne populaire, parcelle 217.
- Tombe de Robert Protin (1872-1953), cycliste wallon, parcelle, 80.
- Tombe de Joseph Carpay (1822-1892), peintre avec une sculpture de Léon Mignon.
- Tombe de la famille Bouvy, famille d'industriel et mécène, avec pietà dessinée par Joseph Rulot, parcelle 17/19.
- Tombe de Charles Morren (1807-1858), fondateur du Jardin botanique de Liège, parcelle 36.
- Tombe des époux Marie Delcourt et Alexis Curvers, parcelle 56.

## Dans la fiction
Dans l'épisode Le Pendu de Saint-Pholien (1981) des Enquêtes du commissaire Maigret réalisé par Yves Allégret d'après le roman éponyme de l'écrivain liégeois Georges Simenon, le cimetière de Robermont est évoqué alors même que le lieu de l'action a été déplacé de Liège à Lille.